# Voies navigables de France
Voies navigables de France (VNF) ist die staatliche Wasserstraßenverwaltung in Frankreich. Sie wurde 1991 gegründet und hat die Aufgabe, die schiffbaren Binnenwasserstraßen zu entwickeln, zu erhalten und zu betreiben. VNF hat rund 5000 Mitarbeiter, ihre Zentrale befindet sich in Béthune. Sie untersteht dem Ministerium für Ökologie, Energie, nachhaltige Entwicklung und Raumordnung (Ministère de l'Écologie, de l'Énergie, du Développement durable et de l'Aménagement du territoire).

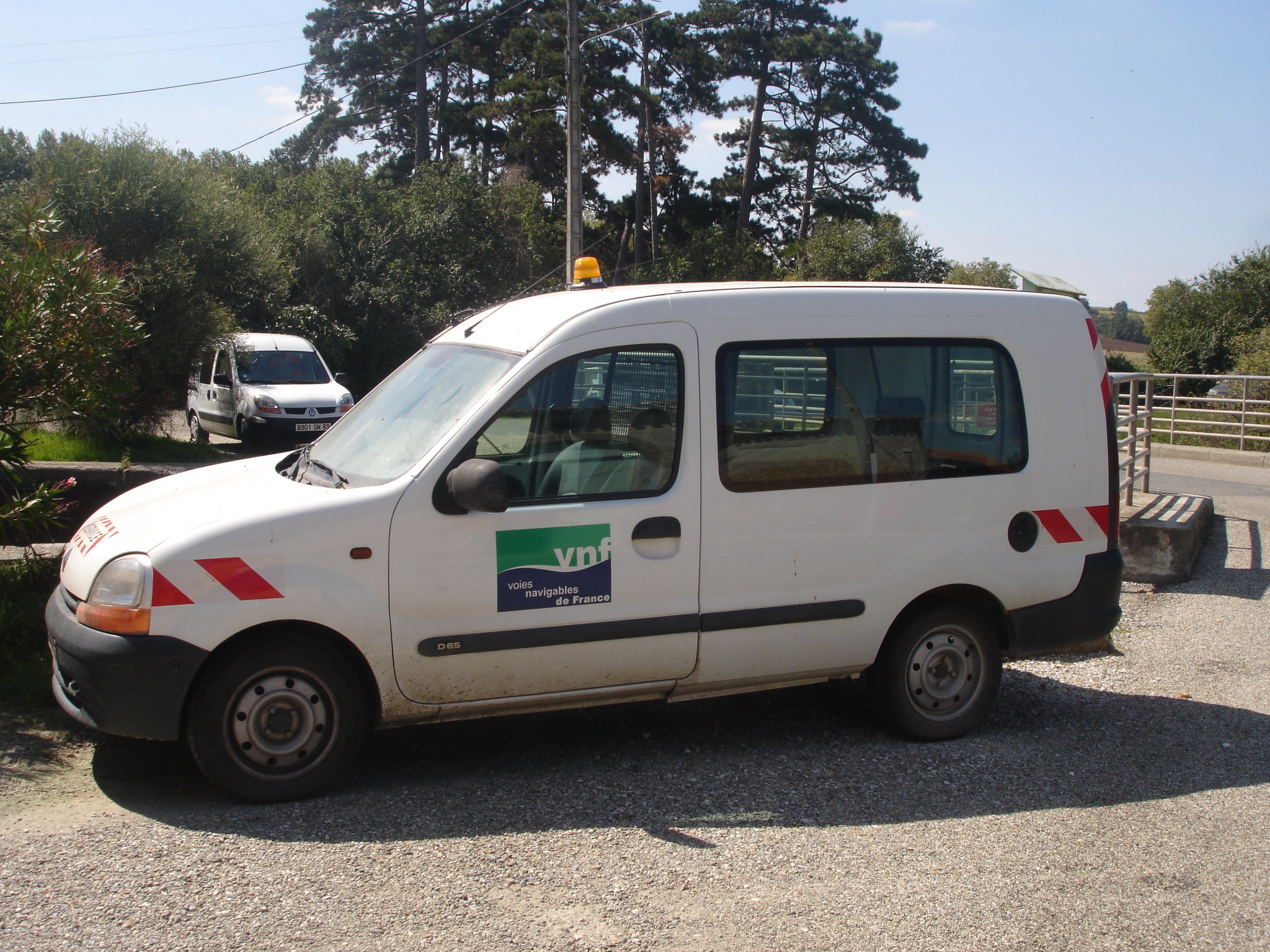
Mitarbeiter der VNF vor Ort

## Wasserstraßen
Frankreich verfügt über schiffbare Wasserwege von insgesamt 8500 Kilometern Länge. VNF selbst verwaltet davon 6700 Kilometer, der Rest wurde an regionale Organisationen ausgelagert. Das Hauptwegenetz umfasst 4100 Kilometer, wovon 2000 Kilometer für Binnenschiffe mit mehr als 650 Tonnen Ladevermögen (Grand gabarit) ausgelegt sind.
Diese befinden sich in folgenden Revieren:
- Nord-Pas de Calais
- Seine-Oise
- Rhône-Saône
- Mosel
- Rhein

Die restlichen Wasserwege sind nur für Pénichen (Petit gabarit) dimensioniert.

## Frachtschifffahrt
2007 wurden von der Frachtschifffahrt auf Frankreichs Wasserstraßen Güter mit einem Gesamtgewicht von 61,7 Millionen Tonnen befördert. Bezieht man die Distanz in die Statistik ein, ergibt sich ein Wert von 7,54 Milliarden Tonnen-Kilometer. Über die letzten 10 Jahre bedeutet dies eine Steigerung um 33 Prozent. Durch die günstige Entwicklung der Transportkosten und die geringere Umweltbelastung gegenüber dem Transport auf Schiene und Straße ist eine weitere Steigerung des Frachtaufkommens zu erwarten.

## Personenschifffahrt
Heute ist die Personenschifffahrt ausschließlich im Rahmen des Tourismus von Bedeutung. Dabei werden gerne die Wasserstraßen des Nebenwassernetzes in Anspruch genommen, was auch einen wirtschaftlichen Impuls für die touristisch oft nur wenig entwickelten Anrainergemeinden bedeutet. 2007 wurden folgende Transportleistungen erbracht:
- 160.000 Passagiere auf gemieteten Hausbooten
- 10,3 Millionen Passagiere auf Ausflugsbooten
- 25.000 Passagiere auf Hotelschiffen
- 136.000 Passagiere auf Fluss-Kreuzfahrtschiffen.

## Bedeutende Projekte
Der Canal Seine-Nord Europe (CSNE) ist das Projekt eines neuen, 106 km langen Kanals in Süd-Nord-Richtung durch Nordfrankreich zwischen den Einzugsgebieten der Flüsse Seine und Schelde. Schiffe bis zur Kategorie Vb (Schubverband mit zwei Leichtern) sollen die neue Binnenwasserstraße befahren können. Das Projekt ist in den Verkehrswegeplan der Europäischen Union aufgenommen. Da die Finanzierung nicht sichergestellt werden konnte, wurde die Realisierung des Projektes zunächst einmal verschoben. Seit Oktober 2017 gibt es ein neues Abkommen zur Finanzierung. Der konkrete Inbetriebnahmetermin ist noch nicht geklärt.